# Georg Heinrich von Langsdorff
Georg Heinrich von Langsdorff, Barone von Langsdorff, russificato in Grigorij Ivanovič Langsgorf (in russo Григорий Иванович Лангсдорф?) e trascritto come Georg Genrich fon Langsgorf (Георг Генрих фон Лангсдорф) (Wöllstein, 8 aprile 1774 – Friburgo in Brisgovia, 29 giugno 1852), è stato un naturalista, esploratore, scienziato e diplomatico tedesco naturalizzato russo.
Era membro dell'Accademia russa delle scienze, si laureò in medicina e storia naturale presso l'Università di Gottinga, Germania.
Langsdorff prima partecipò come naturalista e medico alla prima circumnavigazione russa del globo comandata da Adam Johann von Krusenstern, dal 1803 al 1805. Lasciò la spedizione in Kamčatka per esplorare le Isole Aleutine, Kodiak e Sitka.
Nel 1813 Langsdorff venne nominato console generale della russia nella città Rio de Janeiro, Brasile. Intrattenne vari naturalisti e scienziati stranieri, come Johann Baptist von Spix (1781-1826) e Carl Friedrich Philipp von Martius (1794-1868), nella quale hanno esplorato insieme la flora, la fauna e la geografia della provincia di Minas Gerais, con la partecipazione del naturalista francese Augustin de Saint-Hilaire dal 1813 al 1820.
Un recente studio ha rilevato che Langsdorff ha 1 500 discendenti in Brasile, tra i quali la famosa Luma de Oliveira, regina del carnevale brasiliano.
Nel 1830, poco dopo il termine della spedizione, Langsdorff tornò in Europa. Morì a Friburgo di tifo nel 1852.
Una specie di serpente corallo velenoso sudamericano, Micrurus langsdorffi, è stato chiamato in suo onore.

## Spedizione Langsdorff

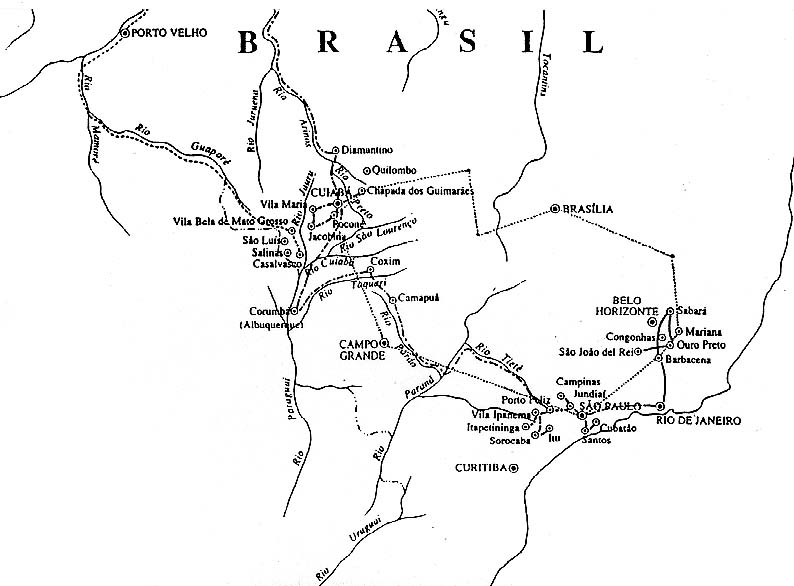
Grafico della spedizione itineraria di Langsdorff in Brasile.

Nel 1821 ha proposto allo Zar Alessandro I e per l'Accademia delle Scienze di guidare una spedizione esplorativa e scientifica da São Paulo a Pará, in Amazzonia, attraverso un percorso fluviale. Nel marzo del 1822, è tornato a Rio in compagnia degli scienziati: Édouard Ménétries (1802-1861), Ludwig Riedel (1761-1861), Christian Hasse e Nester Gaverilovitch Rubtsov (1799-1874), dalla quale, si sono presi cura della zoologia, della botanica, delle osservazioni astronomiche e cartografiche durante la spedizione. Langsdorff voleva anche documentare le sue scoperte, infatti assunse i pittori Hércules Florence, Johann Moritz Rugendas e Adrien Taunay. Inoltre, l'inventore della bicicletta Karl Drais era stato anche lui coinvolto nella spedizione.
Langsdorff iniziò la spedizione, nella quale partì con 40 persone e 7 barche, partendo dal Fiume Tietê, Porto Feliz; il 22 giugno 1826 e ha raggiunto Cuiabá, e Mato Grosso, il 30 gennaio 1827. La spedizione è stata poi divisa in due gruppi: il primo, con Langsdorff e Florence, della quale sono stati in grado di raggiungere Santarém sul Rio delle Amazzoni il 1º luglio 1828, con enormi difficoltà e sofferenze. La maggior parte dei membri della spedizione si sono ammalati con febbri tropicali (molto probabilmente con febbre gialla), tra cui il barone Langsdorff. Di conseguenza, nel maggio 1828, si ammalò durante il viaggio, in particolare nel fiume Juruena. Adrien Taunay morì per annegamento nel fiume Guaporé e Rugendas abbandonò la spedizione prima della sua fase fluviale. Pertanto, solo Florence rimase fino alla spedizione. La spedizione e arrivata fino Belém ed è ritornata a Rio de Janeiro, nel 13 marzo 1829.

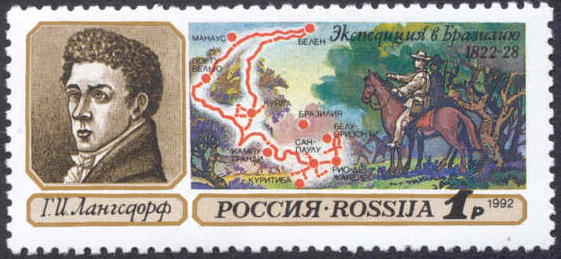
La spedizione di Grigory Langsdorff commemorato su un francobollo di Russia 1992.

L'enorme collezione scientifica frutto dell'esplorazione in Brasile è stata depositata al Kunstkamera. Le ricche e dettagliate relazioni scientifiche della spedizione, che comprendono molte descrizioni e scoperte nel campo della zoologia, botanica, mineralogia, medicina, linguistica ed etnografia, inviate a San Pietroburgo durante la spedizione, non sono state più pubblicate per un secolo. Furono ritrovate dai ricercatori sovietici nell'archivio dell'Accademia delle Scienze solo nel 1930. Nonostante le molte avversità avvenute durante il viaggio, la spedizione di Langsdorff riuscì tuttavia a raccogliere molti campioni biologici e studiare in modo dettagliato le varie zone, in particolare le popolazioni indigene del Brasile. Oggi, gran parte del materiale è stato recuperato e si trova all'Ethnographic Museum e e nei depositi della Accademia delle Scienze di San Pietroburgo.

## Media
Un film documentario, con Adriana Florence, diretto da Discovery Channel, ripercorre la spedizione.